# 电厂路街道
电厂路街道，是中华人民共和国河南省安陽市殷都区下辖的一个乡镇级行政单位。

## 行政区划
电厂路街道下辖以下地区：
万金社区和电厂社区。